# Diószegi Vilmos
Diószegi Vilmos (Budapest, 1923. május 2. – Budapest, 1972. július 22.) néprajzkutató, orientalista.

## Élete
Édesapja műszaki rajzoló volt, édesanyja otthon nevelte két gyermekét, fiát és nála hét évvel fiatalabb lányát. Igen élénk fantáziájú gyerek volt. Szerette a mesét, külön álomvilágot épített ki magának, saját maga által kitalált történetekkel. Gyermekkorában sokat betegeskedett. A gyakori betegségek alatti szobafogság tétlen napjai fájdalmas emlékként maradtak meg benne, ilyenkor képzeletéhez menekült. Hogy pontosan mikor kezdett el érdeklődni a magyar történelem, "ősvallás" iránt, azt ő maga mondja el Sámánok nyomában Szibéria földjén című útleírásában. Amikor 7-8 éves lehetett, édesapja névnapi ajándékként elvitte az „Angolparkba”, ahol a látványosságok mellett Feszty Árpád Körképét is megtekintették.
Gimnáziumi évei alatt titokban kezdett el törökül és japánul tanulni önszorgalomból. Már érettségi előtt próbált tájékozódni a magyar hitvilágra vonatkozó fontosabb művekről, elsősorban Kőrösi Csoma Sándorról olvasott el mindent, ami csak a keze ügyébe akadt. Érettségi vizsgáján, szerencsés véletlen folytán, az elnök Németh Gyula professzor, a turkológia neves kutatója előtt csillogtathatta meg ismereteit a nomádok életformájáról, kultúrájáról. Ez a felelet a professzorban maradandó nyomot hagyott.
Miután felvették az egyetemre, a Belső-ázsiai, a Török Filológiai-, és a Magyar Őstörténeti Intézet hallgatója volt. A tanári diploma megszerzéséről lemondott. Az egyetem végzése mellett, hogy szüleit ne terhelje, az egykori csepeli Weiss Manfréd gyárban vállalt délelőtti adminisztrációs munkát. Ez a hivatali munka saját bevallása szerint nyomasztotta, mivel lelkiismerete nem engedte meg, hogy ne végezzen jó munkát, ugyanakkor gondolatai folyton tanulmányain jártak. Legtöbbet a Belső-ázsiai tanszéken tartózkodott, amelynek ekkor Ligeti Lajos professzor volt a vezetője. Doktori disszertációját is Ligeti professzorhoz írta, mandzsu-tunguz nyelvészeti témából. 1944-1947 közt az egyetem Belső-ázsiai Intézetének tanársegédjeként dolgozott.
Az 1946-ban megszerzett doktorátus után, mint fizetés nélküli gyakornok egy darabig a Belső-ázsiai Tanszéken maradt. 1947-ben a Néprajzi Múzeumba kapott kinevezést, az ún. Ázsiai Gyűjtemény kezelését bízták rá. Rendkívül értékes anyagot kapott a keze alá; ezek közül elsősorban Baráthosi Balogh Benedek által gyűjtött nanaj tárgyakat kell kiemelni, ugyanis a nanajok (goldok) a mandzsu-tunguz nyelvcsaládhoz tartoznak, amelyről a disszertációját írta. Ezek után fordult aktívan a néprajztudomány felé. Az egyetemen mint nyelvész kitűnő filológiai iskolát járt végig, amelynek módszerét a néprajzi kutatások során is érvényesítette. A Szibéria-kutatás mellett, amelyet egyre jobban leszűkített a szibériai hitvilág, a sámánizmus kutatására, elkezdte rendszeresen gyűjteni a magyar hiedelmeket, szokásokat, s a feltehetően rokon vonásokat. bejárta az ország hagyományőrző vidékeit. Többek között alapos gyűjtést végzett a bukovinai, moldvai székelyeknél, a mátravidéki palócoknál. Két nagy gyűjtőút alkalmával a Dunántúlon járt, igen részletes gyűjtést végzett Mezőkövesden, a Nyírségben, Abaúj és Zemplén vármegyébe és Szatmárban. Csallóközben, Gömörben és Nyitra környékén többször járt a magyar falvakban. A terepen szerzett anyag többségét publikálta. 

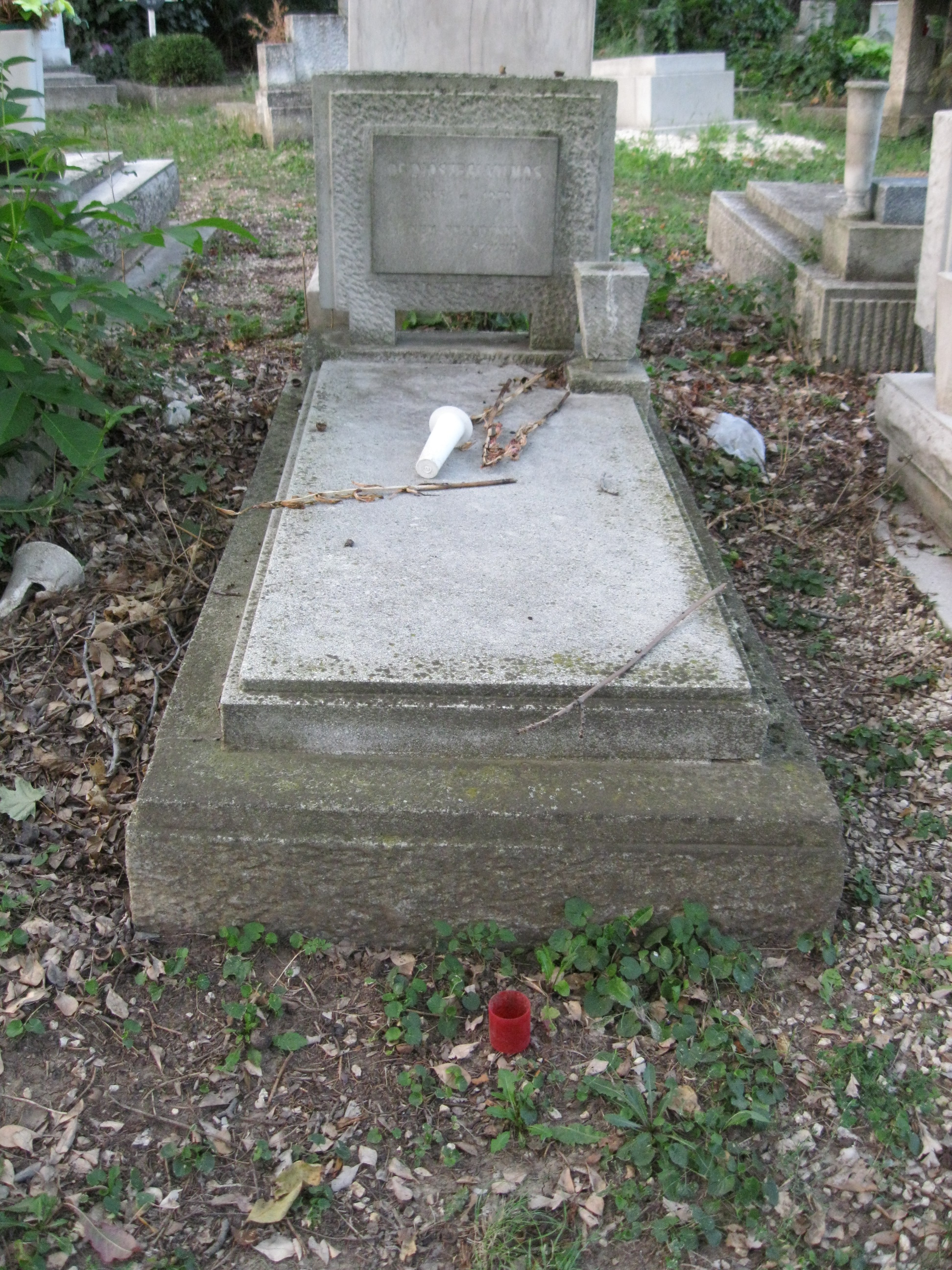
Diószegi Vilmos sírja a Farkasréti temetőben

Kandidátusi fokozatát 1958-ban kapta meg. 1963-tól a Magyar Tudományos Akadémia,  Néprajzi Kutató Csoportjának tudományos főmunkatársa, majd osztályvezetője. Négy alkalommal (1957, 1958, 1960, 1964) járt Ázsiában (Dél-Szibériában és Mongóliában), ahol a szibériai és mongol népek elsősorban sámánista hitvilágát kutatta. Halála előtt az a megtiszteltetés érte, hogy az Encyclopaedia Britannica számára felkérték a „Sámánizmus” címszó összefoglalására, amit megírt, de a megjelenést már nem érte meg. A Farkasréti temetőben temették el.
Diószegi Vilmos kutatásait a sámánhittel kapcsolatban orosz múzeumokban,  szibériai és mongóliai helyszíneken is végezte. A Diószegi  Vilmos hagyatéka az MTA BTK Néprajztudományi Intézetében, a Néprajzi Múzeumban és örököseinél van elhelyezve. A maga nemében hagyatéka egyedülálló. Fő kutatási területe a magyarság honfoglalás előtti sámánista hitvilágának feltérképezése. Kutatásokat végzett a táltos szó eredetének kiderítésével kapcsolatban is. A magyar, a szibériai és közép-ázsiai népekén kívül foglalkozott a Magyarországon élő nemzetiségek hitvilágával is.

## Művei
- A sámánhit emlékei a magyar népi műveltségben, Budapest, 1958
- Sámánok nyomában Szibéria földjén, Budapest, 1960, 1998
- A pogány magyarok hitvilága, Budapest, 1967
- Sebestyén Gyula, Budapest, 1972
- Samanizmus, Budapest, 1962, 1998
- Shamanism in Siberia, Budapest, 1996
- Sámánok Eurázsiában, Budapest, 2005